# Endoszóma

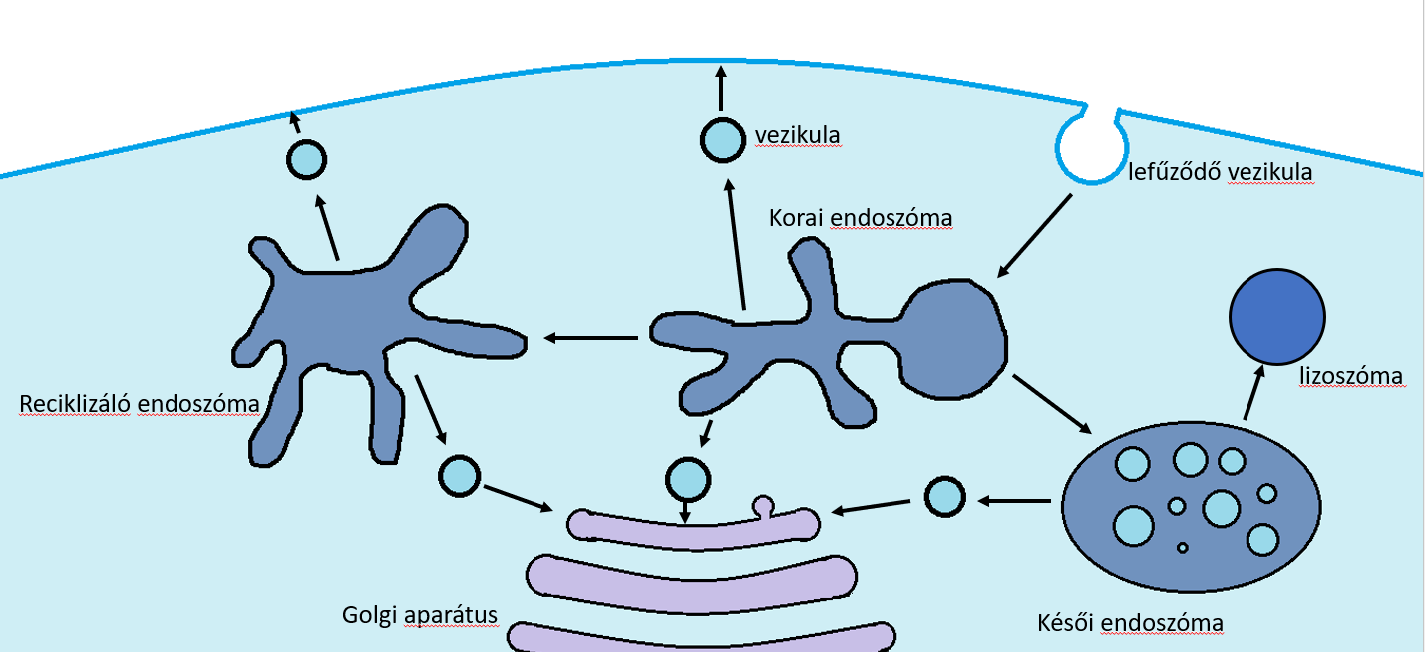
Az endoszóma életszakaszainak gyszerűsített ábrázolása. Először egy korai endoszóma alakul ki, ami fogadja és küldi a vezikulákat. A korai endoszóma átalakulhat reciklizáló endoszómává, illetve "élete végén" multivezikuláris testként lizoszómával egyesülve endolizoszóma lesz, majd lizoszómává alakul.

Az endoszóma az eukariótákban, az intracelluláris transzportban résztvevő vezikula, ami az endocitózis folyamán jön létre. A plazmamembrán és a extracelluláris tér anyagainak bejuttatása a sejtbe vezikuláris transzporttal.
Endocitotikus útvonalak: fagocitózis, makropinocitózis, caveola mediált endocitózis, klatrin mediált endocitózis stb. 
Az endoszómákat három csoportba lehet osztani: korai endoszóma, reciklizáló- és késői endoszóma vagy multivezikuláris test.

## Endoszóma élete
Az endocitózis során a sejtmembrán érintett felszíne besüllyed, majd egy vezikulum alakul ki, ami citoplazmába lefűződik. Első lépésben, a hólyag került extracelluláris anyagok kiválogatódnak, amit a membránon elhelyezkedő  receptorok tesznek lehetővé, majd a hólyag körül bezáródik a membrán és kialakul a korai endoszóma. Következő lépésben a vezikulum kialakítását segítő burok fehérjék leválnak a vezikulum felszínéről. A bekebelezés során felvett anyagot az endoszóma, a citoszkeletonhozhoz kötődve elszállítja a célálomáshoz. A célmembránhoz érve az ún. pányvázó és fúziós komplexeken keresztül kapcsolódik az endoszóma, majd végső lépésként a vezikula membránja fuzionál a célmembránnal, így a célhelyre eresztve tartalmát.

## Korai endoszóma (EE – early endosome)
A korai endoszóma kevésbé sem hasonlít egy jól megszokott, gömbszerű képletre. Ez az endoszóma típus tubuláris (csőszerű) és vakuoláris (hólyagszerű) részekből áll. Ide érkeznek a plazmamembránról  lefűződő vezikulumok, valamint a transz-Golgi hálózatból kiinduló lizoszómális enzimek. Ez a vezikulum egy elosztóállomásként funkcionál, amire jellemző összetételű membránja is utal. Jellemző membránfehérjéje a kis G-fehérjék közé tartozó Rab5. A korai endoszómákból alapvetően két folyamat indul; a reciklizáció és a degradáció.

### Fast recycling
Ennek az útvonalnak az első lépéseként az újrahasznosítandó fehérjék a korai endoszóma meghatározott felszínein csoportosulnak. Innen kis méretű vezikulumok lefűződésével a plazmamembrán irányába veszik az irányt.

## Reciklizáló endoszóma (ERC)
Az endocitózis során, a vezikulumokkal a citoplazmába jutott membrán fehérjéket a sejt szeretné újrahasznosítani. A reciklizációt kétféleképpen tudja végrehajtani a sejt; fast recycling (gyors reciklizáció, amit a korai endoszóma végez) és slow reycling (lassú reciklizáció) útvonalakkal.

### Slow recycling
A két reciklizáló útvonal közül a slow recycling útvonalért felel a reciklizáló endoszóma. A korai endoszómáról lefűződő vezikulumok ide szállítódnak, majd innen szabályozottan kerülnek vissza a membránfehérjék a sejthártyárba.

## A késői endoszóma vagy multivezikuláris test (LE – late endosome)
Egy idő után a korai endoszóma késői endoszómává, vagy más néven multivezikuláris testté alakul. A nevét onnan kapta ez a képlet, hogy a vezikula lumenébe sok, kisebb vezikulum fűződik le (ezzel lizoszóma jellegzetességeket alakítva ki). A EE érése során a rá jellemző Rab5 kis G-fehérje leváltódik egy másik kis G-fehérjére, a Rab7-re. Mivel a LE kialakulása során intralumináris vezikulumok képződnek, így az endoszóma saját membránfehérjéi is elkezdenek lebontódni. 
Egyes esetekben a LE fuzionál a plazmamembránnal, aminek során a benne lévő intralumináris vezikulumok ún. exoszómaként kijutnak az extracelluláris térbe. A sejtből kijutott exoszómák a sejtek közötti kommunikáció egyik formáját képviselik. Továbbá számos betegségcsoportban írták le szerepüket, pl.: prion betegség.